# Ясна Поляна (Калінінградська область)
Ясна Поляна (рос. Ясная Поляна) — селище Нестеровського району, Калінінградської області Росії. Входить до складу Ілюшинського сільського поселення.
Населення —  997 осіб (2015 рік).

## Населення
| 2002 | 2010 |
| ---- | ---- |
| 955  | ↗997 |